# Samantha Kerr (labdarúgó, 1993)
Samantha May Kerr (Perth, Nyugat-Ausztrália, 1993. szeptember 10. –) ausztrál női válogatott labdarúgó. Az angol bajnokságban érdekelt Chelsea támadója. 
Kivételes küzdőképességgel és rendkívüli gólérzékenységgel rendelkező játékos. Az ausztrál és az amerikai bajnokság történetének legeredményesebb labdarúgója. Az Ausztrália Rendje kitüntetés (OAM) birtokosa.

## Pályafutása

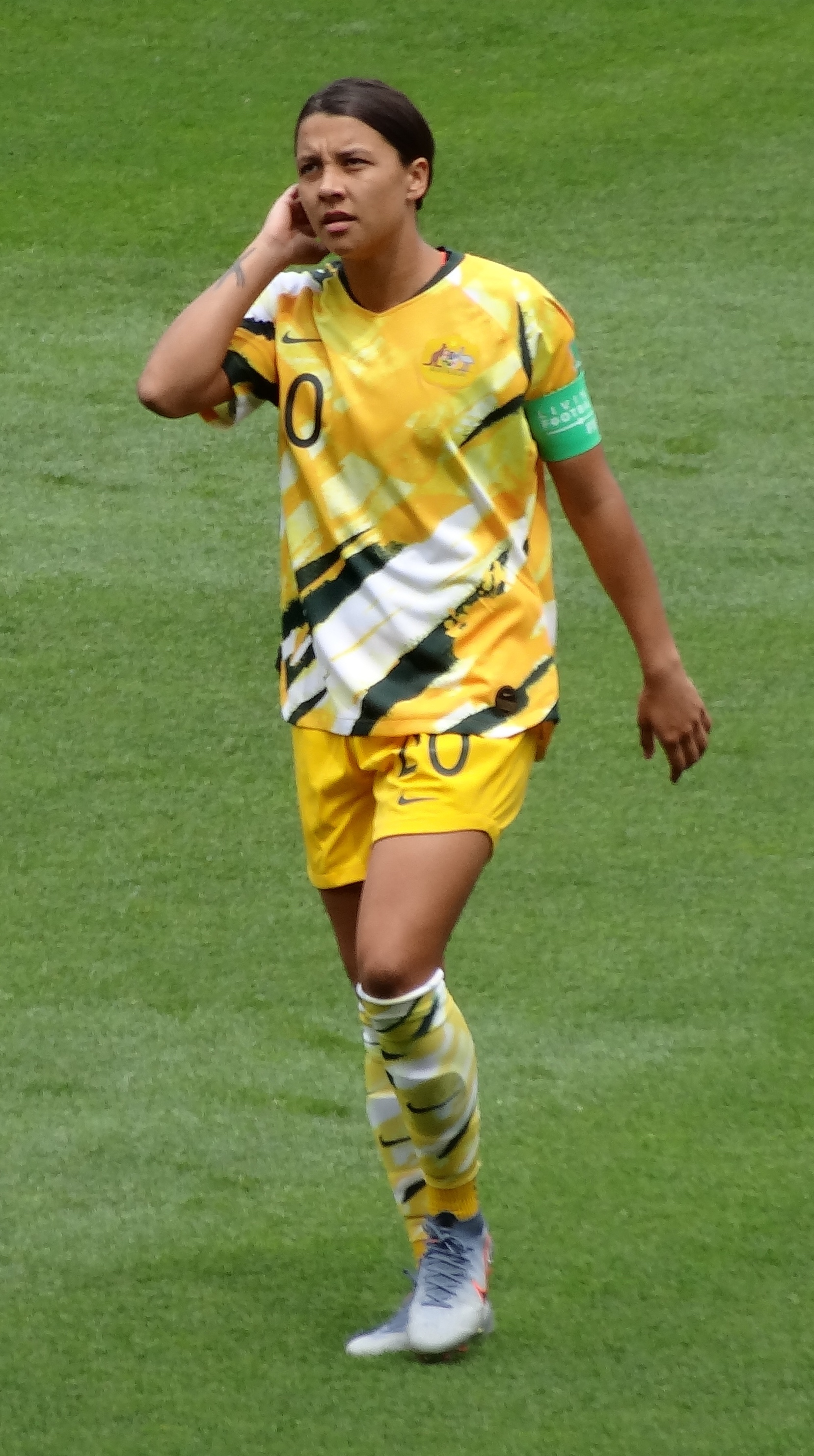
A 2019-es világbajnokságon.

Kerr Perth külvárosában, Fremantle-ben született. Anglo-indiai édesapja Roger Kerr neves ausztrál futballista, édesanyja kosárlabda játékos volt korábban, testvére Daniel az AFL játékosa. Gyermekkorában példaképként tekintett apjára és bátyjára, így a családi hagyományt követve többször is feltűnt footy edzéseken. A fiúk között azonban rengeteg sérüléssel járt a sherrin kergetése, ezért 2006-ban családja beiratta a helyi Western Knights labdarúgó csapatához. Elmondása szerint nem szerette a labdarúgást ez idő tájt, de a mozgás szeretete és akaratos, kemény munkája három év múlva a nemzeti csapathoz juttatta.

### Klubcsapatokban
Első szezonjában hét mérkőzésen kapott lehetőséget és 2008. december 7-én a Queensland Roar elleni mérkőzés 7. percében megszerezte első bajnoki gólját is. A 2009-es idényben mindössze 5 találkozón lépett pályára, azonban az év végén a liga játékosai megválasztották az év játékosának. Egy évvel később megszerezte első dupláját az Adelaide Uniteddel szemben. 2011-ben térdműtétje miatt az egész szezont kénytelen volt kihagyni.
Felépülése után a Sydney WFC-nél folytatta és első meccsén duplázott a Newcastle Jets ellen.
2019. november 13-án a Chelsea hivatalos oldalán jelentette be szerződtetését.

### A válogatottban
2009. február 9-én Olaszország ellen mutatkozott be első alkalommal hazája színeiben.

## Sikerei, díjai

### Klubcsapatokban
Ausztrál alapszakasz (W-League Premier) győztes (1):
- Perth Glory (1): 2014

 Ausztrál rájátszás (W-League Grand Final) győztes (1):
- Sydney WFC (1): 2012-13

 NWSL Shield győztes (1):
- Western New York Flash (1): 2013

 Angol bajnok (3):
- Chelsea (3): 2019–20, 2020–21, 2021–22

 Angol kupagyőztes (2):
- Chelsea (1): 2021, 2022

 Angol ligakupa-győztes (2):
- Chelsea (2): 2020, 2021

 Angol szuperkupa-győztes (1):
- Chelsea (2): 2020

### Válogatott
Ausztrália
- Ázsia-kupa győztes (1): 2010
- Aranykupa győztes (2): 2014, 2018
- U16-os Ázsia-kupa győztes (1): 2009
- Nemzetek Tornája győztes (1): 2017
- Nemzetek Kupája győztes (1): 2019

### Egyéni
- Az ausztrál bajnokság gólkirálynője (2): 2018, 2019
- Az NWSL gólkirálynője (3): 2017, 2018, 2019
- Az angol bajnokság gólkirálynője (2): 2020–21, 2021–22
- Az NWSL legértékesebb játékosa (2): 2017, 2019
- Az év ausztrál labdarúgója (PFA) (5): 2013, 2017, 2018, 2019, 2020
- Az ausztrál bajnokság legjobb labdarúgója (2): 2017, 2018
- Az év tehetsége (1): 2018
- Az év fiatal labdarúgója (2): 2010, 2014
- Az év játékosa (Julie Dolan díj) (2): 2016–17, 2017–18
- Az év ázsiai labdarúgója: 2017
- Az Év 100 legjobb női labdarúgója győztes: 2019[9]

### Rekordjai
- A W-League legeredményesebb játékosa: 70 gól
- Az NWSL legeredményesebb játékosa: 77 gól